# Sweat (албум на Хадисе)
„Sweat“ (в превод от английски: „Пот“) е дебютният албум на белгийската певица Хадисе. В него влизат пет дискови сингъла, всеки от които влиза в класацията топ 50 сингли на белгийския регион Фландрия. Най-голям успех пожънва сингълът „Milk Chocolate Girl“ („Момиче от млечен шоколад“), който се включва в топ 15. „Sweat“ е на 52-ро място във фламандската класация на албуми.

## Списък с песните
Стандартно издание
1. „Sweat“
2. „Bad Boy“
3. „When Ya Breathing On Me“
4. „Jealous“
5. „Ain't Doing It Right“
6. „Milk Chocolate Girl“
7. „Momma's Boy“
8. „Never Trust A Man“
9. „Sister“
10. „Who Do You Believe“
11. „Stir Me Up“
12. „On The Beach“
13. „Ain't No Love Lost“
14. „Sakin Gitme“

## Класации
| Класация                      | Най-висока позиция | Източник |
| ----------------------------- | ------------------ | -------- |
| Belgium Ultratop Albums Chart | 52                 | [ 4 ]    |
| Top 20 Belgische Albums       | 17                 | [ 5 ]    |